# Merkengersch
Merkengersch (früher auch Merggengersch) ist eine  Ortschaft und eine Katastralgemeinde der Marktgemeinde Dobersberg im Bezirk Waidhofen an der Thaya im niederösterreichischen Waldviertel mit 149 Einwohnern (Stand 1. Jänner 2024).

## Geografie
Das Dorf befindet sich südlich von Dobersberg und unmittelbar östlich der Thaya. Die Zwettler Straße führt durch den Ort, der teils um einen Anger angelegt wurde. Bei der Thaya befindet sich eine ehemalige Mühle. Am 1. April 2020 umfasste die Ortschaft 71 Adressen.

## Geschichte
In der prima fundatio, dem Zehentbuche des Klosters St. Georgen, liest man den Ort als Erkengers. Die gut bestifteten Landbauern und Kleinhäusler verfügten neben dem Ackerbau auch über eine bedeutende Rinder- und Schweinezucht; zusätzlich wurde in fast jedem Haus auch Baumwollwarenweberei betrieben, hielt Schweickhardt im 19. Jahrhundert über den Ort fest. Im Jahr 1822 wurde der Ort als Dorf mit 35 Häusern genannt, das nach Dobersberg eingepfarrt war, wohin auch die Kinder eingeschult wurden. Die Herrschaft Dobersberg besaß die Ortsobrigkeit, übte die Landgerichtsbarkeit aus, besorgte die Konskription und hatte die Grundherrschaft inne.
1850 wurde zusammen mit den umliegenden Dörfern die Gemeinde Merkgengersch gebildet, die sich 1922 meu konstituierte und nur mehr aus den Katastralgemeinden Riegers und Merkengersch bestand. Laut Adressbuch von Österreich waren im Jahr 1938 in der Ortsgemeinde Merkengersch ein Gastwirt, ein Gemischtwarenhändler, ein Landesproduktehändler, eine Mühle samt Sägewerk, ein Schmied, ein Schuster, ein Schweinehändler, ein Wagner und zahlreiche Landwirte ansässig. Außerdem gab es ein Elektrizitätswerk. Merkengersch wurde im Jahr 1970 in die Großgemeinde Dobersberg eingegliedert.